# Prix Fernanda Pivano

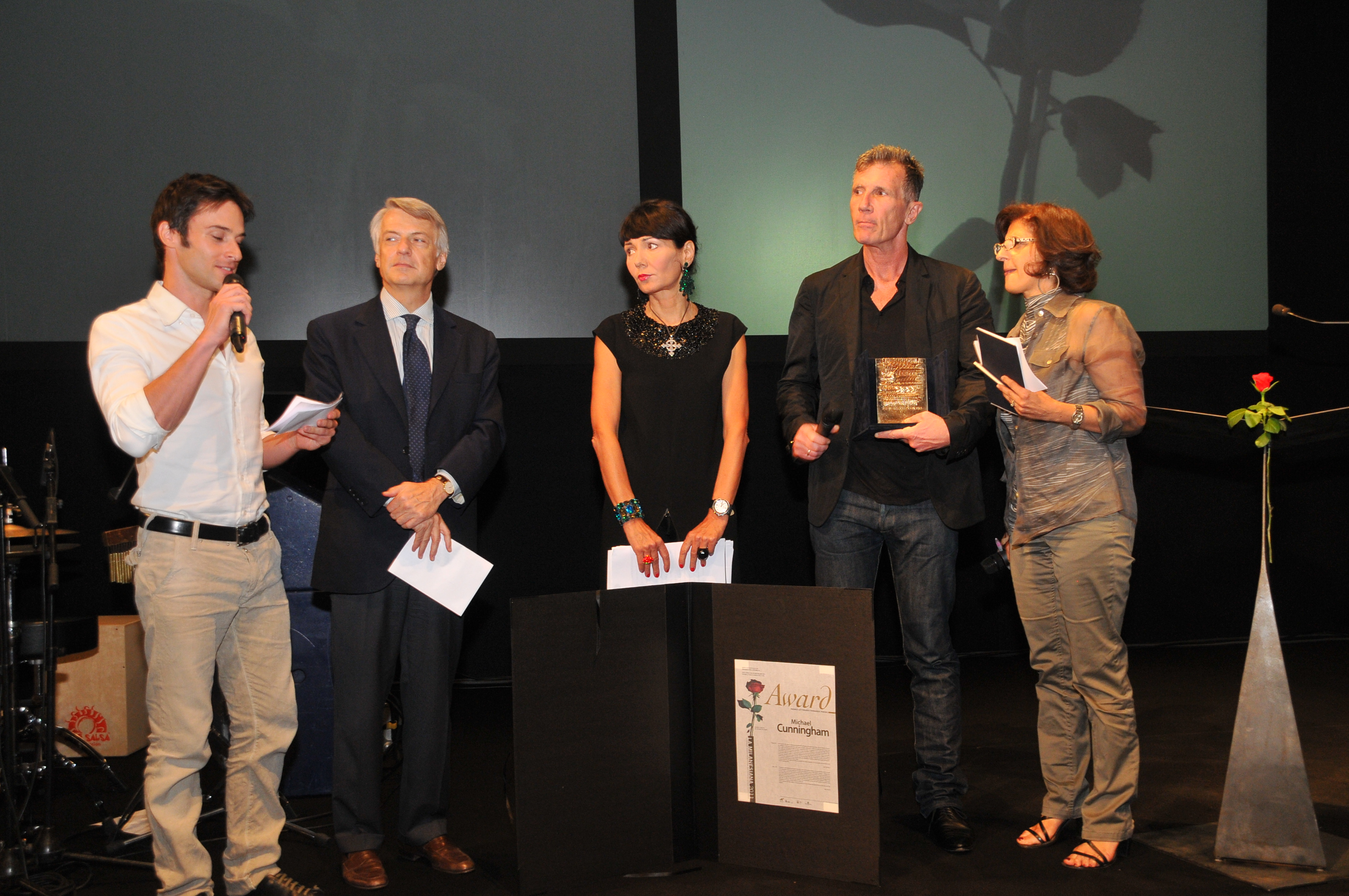
Prix Fernanda Pivano 2011, Italie - Enrico Rotelli, Ferruccio de Bortoli, Elisabetta Sgarbi, Michael Cunningham, Lidia Zanardi

Le Prix Fernanda Pivano est un prix littéraire italien créé en 2003 et décerné chaque année dans une première phase à des personnalités italiennes de la culture et du divertissement et, depuis 2009, à des auteurs américains qui se sont distingués par leur travail traduit en Italie. 

## Histoire
En 2003, Fernanda Pivano instaure un prix à son nom, que l’on attribue chaque année à ceux qui se distinguent par leurs recherches, leurs écrits ou ceux qui ont contribué à l’amélioration de la société.
Le prix consiste en une œuvre exclusive créée par Arnaldo Pomodoro, lauréat de l'édition 2004. 
Les cinq premières éditions ont été organisées dans le cadre de l'événement La Tigulliana de Santa Margherita Ligure pour récompenser les talents de l'art, la culture et le divertissement italien. 
Depuis 2009, le Prix est organisé dans le cadre du Festival La Milanesiana et a pour objectif spécifique de promouvoir en Italie les œuvres d'auteurs américains. Le « Fernanda Pivano Award  » est le résultat  du travail de diffusion de la littérature américaine entrepris par Fernanda Pivano en Italie depuis  1943, avec la publication de la première traduction de l' anthologie Spoon River  de  Edgar Lee Masters . 
À partir de l'édition 2019, le Prix est décerné lors de la nouvelle Fête de la Désobéissance qui se tient à Santa Margherita Ligure avec la création de la catégorie Pianeta Fresco (planète fraîche) est réservée aux écrivains de moins de 45 ans devenant « la célébration de talents divergents, de créativité originale, de pensée latérale : la désobéissance. ».

## Palmarès
| Année | Lauréat                                                        |
| ----- | -------------------------------------------------------------- |
| 2003  | Renzo Piano, Alessandro Cecchi Paone, Riccardo Muti            |
| 2004  | Arnaldo Pomodoro, Luciano Ligabue, Alain Elkann                |
| 2005  | Paolo Mieli, Jovanotti, Germano Celant                         |
| 2006  | Mariangela Melato, Vasco Rossi, Roberto D'Agostino             |
| 2007  | Dori Ghezzi, Vinicio Capossela, Andrea De Carlo, Antonio Ricci |
| 2008  | non attribué                                                   |
| 2009  | Erica Jong,                                                    |
| 2010  | Joyce Carol Oates                                              |
| 2011  | Michael Cunningham                                             |
| 2012  | Rick Moody, Paul Harding                                       |
| 2013  | Michael Chabon                                                 |
| 2014  | Andrew Sean Greer                                              |
| 2015  | Jonathan Galassi                                               |
| 2016  | Edward Carey                                                   |
| 2017  | Dana Spiotta                                                   |
| 2018  | Joby Warrick                                                   |
| 2019  | Nathan Englander, Kevin Powers (catégorie : Pianeta Fresco)    |